# Louis Majou
Le colonel Louis Majou est un homme politique français né en 1764 à Mouilleron-en-Pareds (Vendée) et mort le 25 février 1832 à Sainte-Hermine.

## Biographie
Le colonel Majou est né sous le nom de Louis Jacques Luc Majou des Cars le 11 novembre 1764 à Mouilleron-en-Pareds, bien que ses parents aient résidé au bourg voisin de La Couture. Il est baptisé protestant le lendemain. Son père est propriétaire terrien (seigneur des Pacaudières et des Cars) et meurt tôt, le laissant orphelin à 17 ans. 
On ne connaît que peu d'éléments de sa vie avant la Révolution. Héritant de quelques affaires d'armement à La Rochelle, il a probablement suivi des études de droit dans cette ville, où il résidait de façon certaine pendant sa jeunesse.
En 1792, Louis Majou est assez reconnu à La Rochelle pour être élu  lieutenant de la compagnie franche. Il participe comme fantassin au siège de Toulon.

## Carrière
Engagé dans l'armée d'active, Majou suit  Bonaparte en Italie. Dans ses Mémoires, Antoine Sérieys rapporte que ce dernier, alors commandant de la place de Legnague, fut près d'être exécuté sommairement par des paysans. La scène se déroule le 25 germinal an V : envoyé comme émissaire par le général Monleau, Majou parlemente avec les autorités d'un village situé près de Florence. Un Italien dirige son arme contre l'officier, qui ne doit la vie sauve qu'à l'intervention du curé.
Le 30 novembre 1799, Louis Majou est nommé chef de bataillon et affecté à la 11e demi-brigade légère. Lors de la campagne d'Égypte, il se lie d'amitié avec le général Belliard, vendéen lui aussi et son parent. Réformé en 1803, il est réintégré dans l'armée avec le grade de lieutenant-colonel et devient aide de camp de Belliard en Espagne. Pendant la campagne de Russie, il appartient à l'état-major de la cavalerie. À ce titre, il est fait chevalier légionnaire sur décision du major-général Berthier de Wagram, en 1812.
Mis en demi-solde pendant la première restauration, Majou est élu député de la Charente-Maritime le 11 mars 1815 pour la période des Cent-Jours. Il retourne à ses affaires de La Rochelle à la fin de son mandat. 
En avril 1816, le colonel Majou prend part à une souscription d'officiers en faveur du Roi Louis XVIIl. Il meurt le 25 février 1832 à La Barre de Sainte-Hermine.

## Sources
- « Louis Majou », dans Adolphe Robert et Gaston Cougny, Dictionnaire des parlementaires français, Edgar Bourloton, 1889-1891 [détail de l’édition]
- Journal du colonel Majou, Louis-Jacques-Luc Majou, publié par Gaston Duval, 1899, A. Fontemoing